# Selce, Poltár
Selce este o comună slovacă, aflată în districtul Poltár din regiunea Banská Bystrica. Localitatea se află la altitudinea de 255 m deasupra n.m., se întinde pe o suprafață de 24,41 km2 și în 2017 număra 116 locuitori.

## Istoric
Localitatea Selce este atestată documentar din 1303.

## Demografie
| An:                | 1994 | 2004    | 2014    | 2024   |
| ------------------ | ---- | ------- | ------- | ------ |
| Număr de persoane: | 118  | 94      | 110     | 119    |
| Diferență:         |      | −20,33% | +17,02% | +8,18% |

| An:                | 2023 | 2024   |
| ------------------ | ---- | ------ |
| Număr de persoane: | 116  | 119    |
| Diferență:         |      | +2,58% |